# Paloma Costa
Pour les articles homonymes, voir Costa.
Paloma Costa Oliveira est une militante socio-environnementaliste brésilienne, membre de Youth Climate Movement. En 2020, elle est associée à l'Instituto Socioambiental (Institut socio-environnemental, organisation dirigée par des jeunes Engajamundo), au projet Ciclimáticos, qu'elle a cofondé et au mouvement #FreeTheFuture.

## Biographie
Costa étudie le droit dans une université chilienne, puis est stagiaire à la Cour suprême du Chili.
En 2019, elle s'entretient brièvement avec Angela Merkel et Michelle Bachelet, alors qu'aucun représentant de l'administration Bolsonaro de son propre pays n'était disposé à converser avec elle.
En 2020, elle est l'une des sept jeunes leaders du climat (âgés de 18 à 28 ans) nommés par le secrétaire général des Nations unies António Guterres à un groupe consultatif de la jeunesse (de 18 à 28 ans) sur l'action mondiale pour lutter contre la crise climatique et éviter le changement climatique,.

## Prises de position
Dans une interview, Costa déclare qu'elle ne voudrait pas, « pour tout l'or du monde », travailler pour une entreprise qui facilite la déforestation en Amazonie. De plus, elle décide de cesser de manger de la viande après avoir appris les relations entre la chaîne de production bovine et la déforestation du bassin amazonien. Elle annoncé également utiliser un vélo pour ses déplacements quotidiens dès qu'elle le peut, ainsi qu'occasionnellement pour des fêtes.